# King Power Mahanakhon

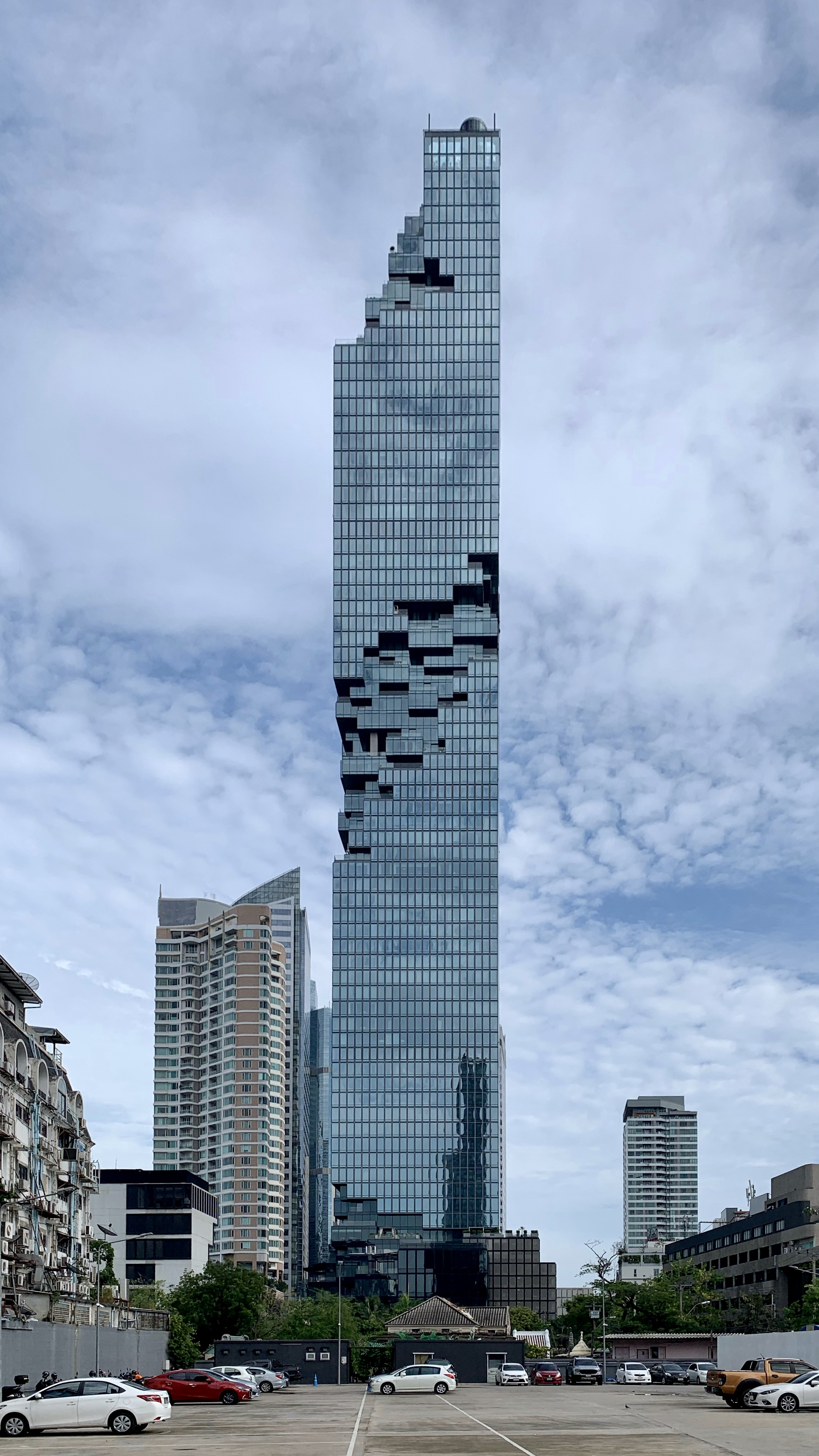
wieżowiec King Power Mahanakhon

King Power Mahanakhon (dawniej znany jako MahaNakhon) – wielofunkcyjny wieżowiec w centralnej dzielnicy biznesowej Silom/Sathon w Bangkoku w Tajlandii. Został otwarty w grudniu 2016 roku.
Budynek wyróżnia się nietypowym wyglądem: ma on formę kwadratowej wieży ze szklanymi ścianami osłonowymi, w której z boku wycięty jest spiralny pas poprzesuwanych sześciennych elementów, gdzie umiejscowione są tarasy i balkony – z daleka sprawia to wrażenie „rozpikselowanej” lub „niedokończonej” bruzdy wyrzeźbionej w wieżowcu. Po oddaniu do użytku pierwszych mieszkań, budynek ten, mający 314 metrów i 78 pięter, 4 maja 2016 roku został uznany przez Council on Tall Buildings and Urban Habitat za najwyższy w Tajlandii. W budynku znajduje się hotel, sklepy i 200 apartamentów (jest to jeden z najdroższych apartamentowców w Bangkoku), a na szczycie mieści się taras widokowy.
Wieżowiec ten był uznawany za najwyższy budynek w Bangkoku i Tajlandii do 2018 roku, kiedy to nowy budynek Magnolias Waterfront Residences ICONSIAM pobił rekord, osiągając wysokość całkowitą 315 metrów (mimo to, MahaNakhon nadal pozostaje najwyższy do dachu).